# Трамм (Мекленбург-Передня Померанія)
Трамм (нім. Tramm) — громада в Німеччині, розташована в землі Мекленбург-Передня Померанія. Входить до складу району Людвігслуст-Пархім. Складова частина об'єднання громад Кріфіц.
Площа — 41,92 км2. Населення становить 905 ос. (станом на 31 грудня 2020).